# Iwanowka (Baschkortostan, Bakalinski)
Iwanowka (russisch Ивановка; baschkirisch Ивановка) ist eine Derewnja (Dorf) in der russischen Republik Baschkortostan. Der Ort gehört zur Landgemeinde Nowoursajewski selsowet im Bakalinski rajon. Er wird überwiegend von Russen bewohnt.

## Geographie
Iwanowka befindet sich 38 Kilometer westlich vom Rajonzentrum Bakaly. Der Gemeindesitz Nowoursajewo liegt 13 Kilometer östlich. Die nächste Bahnstation ist Tuimasy an der Strecke von Uljanowsk nach Ufa 68 Kilometer südöstlich.

## Geschichte
In der Sowjetunion gehörte der Ort zum Dorfsowjet Nagaibakowski selsowet. Mit diesem gelangte der Ort 2008 in die Landgemeinde Nowoursajewski selsowet.

### Bevölkerungsentwicklung
| Jahr | Einwohner |
| ---- | --------- |
| 1968 | 169       |
| 2002 | 45        |
| 2010 | 11        |

Anmerkung: Volkszählungsdaten, 1968: Fortschreibung